# Grumman Aircraft Engineering Corporation
Grumman Aircraft Engineering Corporation, senere Grumman Aerospace Corporation, var en ledende producent af militære og civile flyvemaskiner i det 20. århundrede. Grundlagt i 1929 af Leroy Grumman med Jake Swirbul, ophørte dets selvstændige eksistens i en fusion med Northrop Corporation til dannelse af Northrop Grumman Corporation i 1994.